# Hemieuxoa fakosharga
Hemieuxoa fakosharga är en fjärilsart som beskrevs av Márton Hreblay och Ronkay. Hemieuxoa fakosharga ingår i släktet Hemieuxoa och familjen nattflyn. Inga underarter finns listade i Catalogue of Life.